# استیون مویر
استیون مویر (انگلیسی: Stephen Moyer؛ زادهٔ ۱۱ اکتبر ۱۹۶۹) هنرپیشه و کارگردان اهل بریتانیا است.  وی از سال ۱۹۹۳ میلادی تاکنون مشغول فعالیت بوده‌است.

## فیلم‌ها
- ۸۸ دقیقه
- قلم‌پرها
- کشیش
- خون حقیقی
- مدرک
- شاهزاده دزدان
- گره شیطان
- بدل
- شاهزاده والیانت
- خانه باز
- کشتن عیسی
- کشف‌نشده
- ذره‌ای نور